# Provincia Pordenone
Pordenone este o provincie în regiunea Friuli-Venezia Giulia în Italia.